# Diplothorax fasciatus
Diplothorax fasciatus är en skalbaggsart som beskrevs av Holzschuh 1982. Diplothorax fasciatus ingår i släktet Diplothorax och familjen långhorningar. Inga underarter finns listade i Catalogue of Life.